# Serguei Guennàdievitx Karassiov
Serguei Guennàdievitx Karassiov (Moscou, Rússia, 12 de juliol de 1979) és un àrbitre de futbol rus que pertany a la FIFA i la UEFA. Arbitra partits de la Premier League russa i ha arbitrat partits de les màximes competicions internacionals de futbol.
Karassiov va començar la seva carrera professional arbitrant partits a lliga russa de futbol el 2008. És membre del comitè d'àrbitres russos de la FIFA des del 2010 i de la UEFA des del 2013. Ha arbitrat partits de la Lliga Europa de la UEFA i de la Lliga de Campions de la UEFA, de l'Eurocopa 2016 i de la Copa del Món de 2018.